# 盧溫古縣

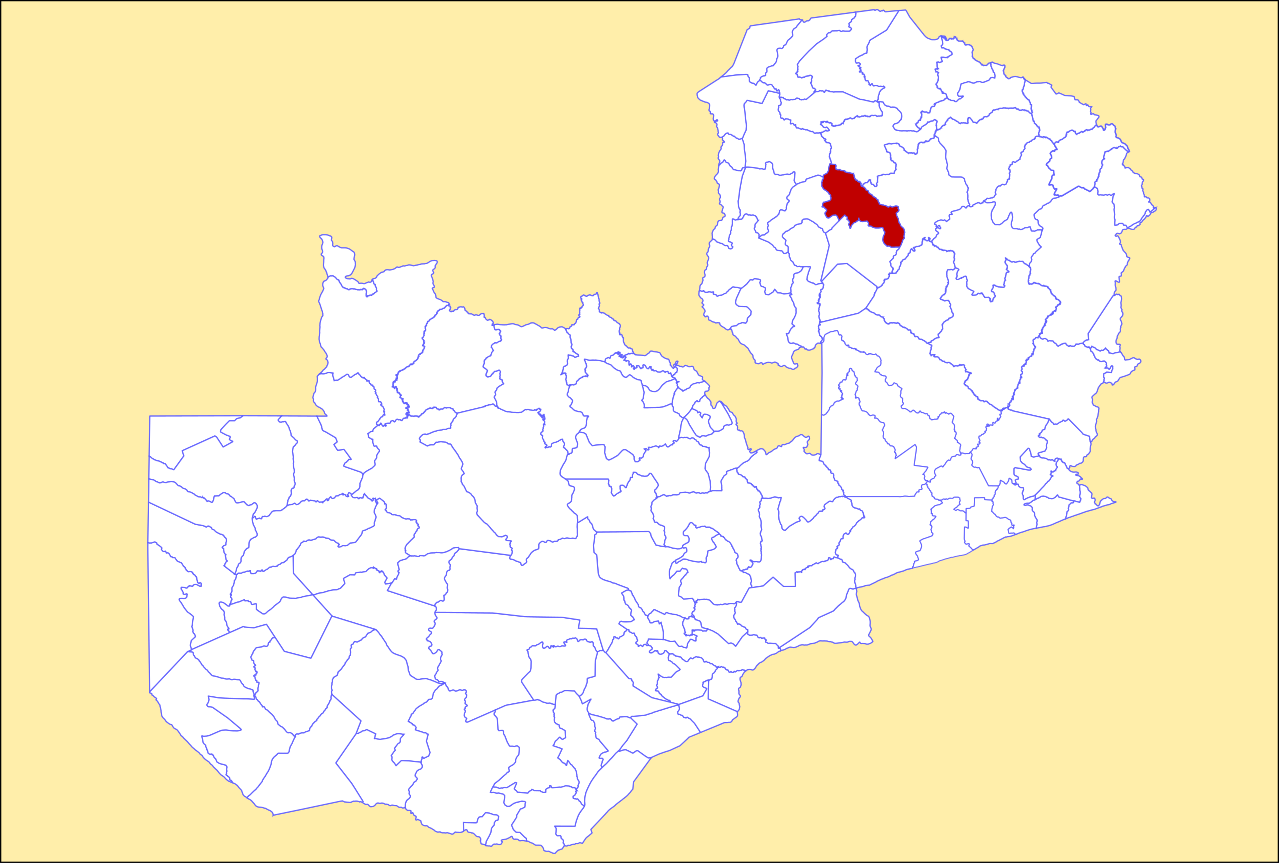

10°50′S 30°00′E / 10.833°S 30.000°E
盧溫古縣（英語：Luwingu District），是贊比亞的縣份，位於該國北部，由北方省負責管轄，首府設於盧溫古，面積8,892平方公里，2010年人口122,136，人口密度每平方公里13.7人。